# Johann Rädler

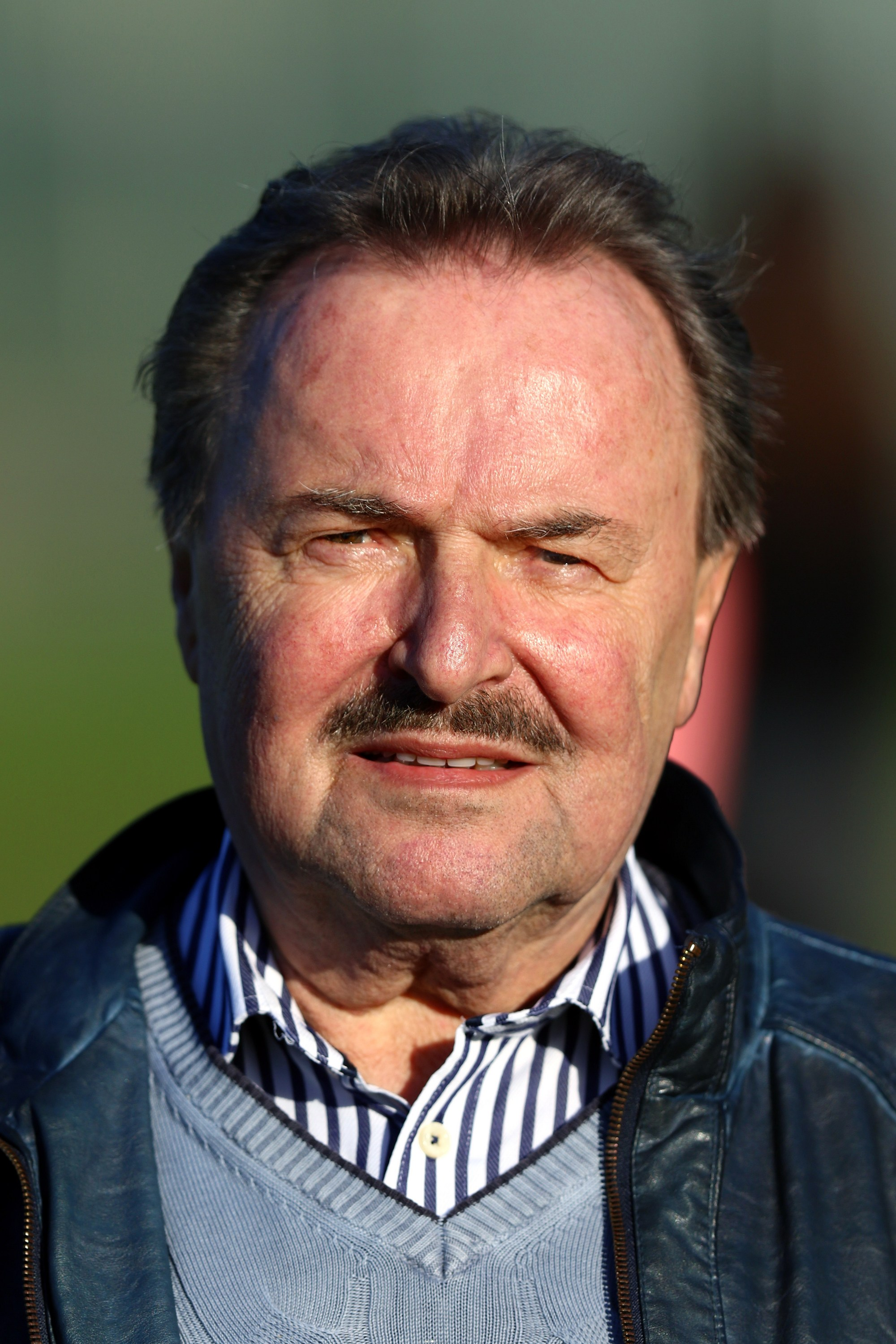
Johann Rädler (2018)

Johann Rädler (* 13. Juni 1952 in Bad Erlach, Niederösterreich) ist ein österreichischer Politiker (ÖVP). Er war Bürgermeister von Bad Erlach und war von 2002 bis 2019 Abgeordneter zum Österreichischen Nationalrat.

## Ausbildung und Beruf
Johann Rädler besuchte zwischen 1958 und 1966 die Volks- und Hauptschule und zwischen 1966 und 1967 den Polytechnischen Lehrgang. Zwischen 1968 und 1970 absolvierte er die landwirtschaftliche Fachschule.
Rädler arbeitete zwischen 1974 und 1981 als Zivilschutzlehrer und war danach bis 1993 Pressereferent am Amt der Niederösterreichischen Landesregierung. Zwischen 1993 und 2007 arbeitete Rädler als Geschäftsführer im Bereich Umweltconsulting.

## Politik
Johann Rädler war 1968 Gründungsmitglied der Jungen ÖVP Bad Erlach. Er wurde 1977 zum Gemeindeparteiobmann der ÖVP Bad Erlach gewählt, war zwischen 1980 und 2000 Gemeinderat und vom Jahr 2000 bis 2022 war er Bürgermeister der Gemeinde. Rädler war von 1986 bis 2012 Bezirksparteiobmann der ÖVP Wiener Neustadt und von 1996 bis 2008 Bezirksobmann des ÖAAB. Ab dem 20. Dezember 2002 vertrat Rädler die ÖVP im Nationalrat. Von 2005 bis 2009 war er Konsumentensprecher und ab 2009  Migrations- und Integrationssprecher der Bundes ÖVP.
Am 11. Juni 2019 schied er aus dem Nationalrat aus, für ihn rückte Christian Stocker nach.
Österreichweite Aufmerksamkeit erregte Rädler im Juni 2018, als er die Rede der Nationalratsabgeordneten Alma Zadić mit der Aussage „Sie sind nicht in Bosnien! Verwechseln Sie das nicht!“ unterbrach.

## Privates
Johann Rädler ist verheiratet, sein Sohn Christian Rädler (* 1974) ist Vorstandsvorsitzender der WET-Gruppe (vormals NÖ-Wohnbaugruppe).